# Château de Sannois
Le château de Sannois est situé sur la commune d'Annet-sur-Marne en Seine-et-Marne.

## Description
Le château de Sannois, autrefois manoir seigneurial de l’un des plus importants fiefs, a été reconstruit au XIXe siècle, mais il est possible que seule une partie de l’ancienne construction ait été conservée. Sur le côté droit, l’entrée des communs se fait par un magnifique pigeonnier porche.
Le château abrite également un très beau jardin d'agrément dit parc de Sannois.

## Historique
Tout d’abord Jean-François Geffrard de la Motte, Comte de Sanois, dernier Seigneur de Pantin et de Sanois, Fief du Village d’Annet-sur-Marne, qui a défrayé la chronique en son époque.
Marié à Anne Louise Rurault, fille de Philibert Rurault, chevalier, seigneur de la terre, seigneurie et « mairerie » de Sanois, Conseiller au Parlement de Paris, (Voir la plaque gravée à la mémoire du Chevalier dans l’église Saint Germain d’Annet), après la séparation d’avec sa femme, il s’enfuit à Lausanne. A la requête de cette dernière, il fut arrêté et enfermé à l’asile de Charenton.
Le château appartint d'abord à la famille Geffrard de la Motte puis avec le mariage de Philiberte Geffrard de la Motte avec Mathieu de Courcy il passa à leur fille Adélaïde de Courcy puis avec le mariage de cette dernière avec Jacques de Colombel et à leur fils Louis Alfred de Colombel, conseillers d'arrondissement du Canton de Claye-Souilly qui passa ensuite par héritage à la famille d'Aleyrac puis enfin à la famille Rolland de Chambaudoin d'Erceville.